# Ізраїль Аксенфельд
Ізраїль Аксенфельд (1787, Немирів — 1866, Париж) — єврейський письменник, один з перших побутописців російського єврейства.

## Біографія
Народився в Подільській губернії Російської імперії. Юність провів в хасидському середовищі і був одним з відданих адептів брацлавського цадика дит-Нахмана, відомого в хасидській літературі. Переїхавши до Одеси, Аксенфельд посилено зайнявся самоосвітою в дусі нової «Хаскали». Згодом він став нотаріусом, але все своє дозвілля присвячував літературі.
Бажаючи впливати безпосередньо живим словом на народні маси, щоб звільнити їх від середньовічних забобонів і пояснити їм користь і благо освіти, Аксенфельд одним з перших став писати на мові цієї маси — на їдиші. Він написав понад 20 п'єс, повістей і романів (всього понад 300 друк. аркушів). За браком коштів у автора, твори Аксенфельда довго не могли бути надруковані, і деякі з них ходили через руках в рукописних копіях. Лише 1862 року в Лейпцизі (друкарня К. В. Фолрата) з'явилися без підпису автора:
- повість «Sterntuchl» («Кокошник»), в якій Аксенфельда в похмурих фарбах змальовує продажність і безчесні витівки різних цадиків і їх клевретів;
- повість «Der erster jüdischer Rekrut» («Перший єврейський рекрут»), де автор описує приголомшливу дію, який справив на єврейську масу статут 1827 року про рекрутської повинності, в силу якого євреї в Росії були вперше залучені до військової службі.

1864 року друзі Аксенфельда звернулися в «Товариство поширення освіти між євреями» з пропозицією купити у Аксенфельда всі його рукописи за 400 рублів і видати їх. Комітет суспільства відхилив цю пропозицію, посилаючись на статут, за яким суспільство могло видавати книги лише російською та староєврейською мовами, а не на жаргоні. У тому ж році Аксенфельда переїхав до Парижа.
Лише після смерті Аксенфельда, Л. Морейнус, якому Аксенфельд заповів свої рукописи, видав в Одесі спільно з М. Бейлінсоном три п'єси: «Mann und Weib, Schwester und Bruder» («Чоловік і дружина, сестра і брат»), п'єса на дві дії (1867); «Der Oizer, oder die genarrte Welt» («Скарб, або обдурене світло»), драматичні сцени (1870); «Kabzan-Oischerspiel» («Від багатства до злиденності»), драма на дві дії (1870).

## Творчість
П'єси і повісті Аксенфельда, що носять переважно викривальний характер, становлять значну цінність, як талановите зображення єврейського внутрішнього побуту перших десятиліть XIX сторіччя. Не будучи вільними від вельми великих недоліків в художньому відношенні, ці твори рясніють правдивими сценами з єврейського побуту, написаними живою, легкою, чисто народною мовою. Залишилися в рукописах і, ймовірно, загинули:
- «Leib Friedland», роман в 12 частинах;
- «Michel der Oiserkes», роман в 6 частинах;
- «Elka die Chwatke», роман в 6 частинах;
- «Die Spiges», роман в 4 частинах;
- «Sefer Chassidim», роман в двох частинах;
- «Berditschewer Jarid»;
- «Mazoth Baken» тощо.

Деякі твори Аксенфельда переведені французькою мовою його сином Августом.